# Estación Santa Ana de Chena
La estación ferroviaria Santa Ana de Chena está ubicada cerca de la calle Hermógenes Pérez de Arce, en la comuna de Maipú,  Santiago de Chile. Por sus características, parece más una parada de ferrocarril que una estación. Actualmente está cerrada y en desuso, y el tren de carga hacia San Antonio pasa por esta estación sin parar.
- Datos: Q6120240